# O trzech krasnoludkach w lesie
O trzech krasnoludkach w lesie (Die drei Männlein im Walde) – baśń opublikowana przez braci Grimm w 1812 roku w zbiorze Baśni (tom 1, nr 13).

## Treść[1]
Pewien wdowiec i wdowa mieszkali w sąsiedztwie. Oboje mieli po jednej córce. Dziewczynki często się ze sobą bawiły. Pewnego dnia sąsiadka poprosiła córkę wdowca, żeby namówiła ojca do poślubienia jej. Obiecała, że będzie ją traktowała lepiej niż własną córkę. Wdowiec wahał się przez chwilę, ale ostatecznie zgodził się poślubić sąsiadkę. Szybko okazało się, że nowa macocha nie dotrzymała obietnicy, że będzie dobrze traktować córkę nowego męża. Zaczęła ją traktować okrutnie, mszcząc się za to że byłą ładniejsza od jej córki. Pewnego dnia, w środku zimy wysłała pasierbicę po do lasu po poziomki ubraną tylko w papierową sukienkę. Nie słuchała argumentów pasierbicy, że zimą nie znajdzie poziomek, a w sukience tej zamarznie. Dała jej tylko na drogę kawałek chleba, licząc na to, że pasierbica zamarznie w śniegu i już nie wróci.
W lesie dziewczyna natrafiła na mały domek, w którym mieszkały trzy krasnoludki. Opowiedziała im swoją historie. Krasnoludki pozwoliły się jej ogrzać w swoim domu, a ona podzieliła się z nimi chlebem i odmiotła śnieg przed ich domem. Wtedy krasnoludki ofiarowały jej swoje trzy dary:
- Żeby była z każdym dniem piękniejsza.
- Żeby za każdym jej słowem pada z ust złoto.
- Żeby przybył do niej królewicz i ożenił się z nią.

Odgarniając śnieg przed domem krasnoludków, dziewczyna znalazła też poziomki. Uradowana udała się do domu. Kiedy weszła i powiedziała dobry wieczór, wypadła jej z ust sztuka złota. Wywołało to zazdrość macochy i jej córki.
Macocha wysłała też swoją prawdziwą córkę do tego lasu. Jednak jej uszyła ciepły kożuszek, a na drogę dała jej dużo świeżego chleba z masłem i słodkiego ciasta. Dziewczyna także trafiła na domek krasnoludków, ale była dla nich nieuprzejma, nie podzieliła się jedzeniem i odmówiła pomocy w odmiataniu śniegu.
Krasnoludki dały więc jej złe dary:
- Żeby z każdym dniem brzydsza.
- Żeby za każdym słowem żaba z ust wylatuje.
- Żeby umarłą nagłą śmiercią.

Dziewczyna powróciła do domu bez poziomek, kiedy przywitała się z matką, z jej ust wypadła żaba. Wywołało to obrzydzenie domowników i wściekłość macochy, która od tej pory jeszcze gorzej traktowała pasierbicę, która z każdym dniem stawała się piękniejsza.
Pewnego dnia wysłała pasierbicę nad rzekę i kazała wybić przerębel i wypłukać przędzę. Pasierbica udałą się nad rzekę. Tam spotkał ją królewicz, który z miejsca się w niej zakochał. Zabrał ją do swojego pałacu i pojął za żonę.
Po jakimś czasie macocha ze swoją córką przybyły w odwiedziny do pasierbicy - aktualnie młodej królewny. Kiedy zostały z nią sam na sam w komacie, wyrzuciły ją przez okno do rzeki płynącej pod zamkiem. Potem córka macochy położyła się w łóżku królewny udając, że jest królewną tylko, że chorą. Królewicz nie podejrzewał podstępu i kiedy następnego dnia zobaczył, że żonie wypadają z ust żaby zamiast złota, zdziwił się. Ale macocha odpowiedziała, że to skutek choroby, który minie z czasem.
W nocy na zamek przybyłą kaczuszka. Zapytała kuchcika, co porabia król i jej goście. Okazało się, że śpią. Potem zapytała się, czy jej dziecko jest bezpieczne. Kuchcik odparł, że ono także śpi w swoim łóżku. Wtedy kaczuszka, przybrawszy postać królewny, weszła do zamku, nakarmiła swoje dziecko, okryła je kołderką, ukołysała do snu, a potem przybrawszy znowu postać kaczuszki odeszła. Tak się działo przez dwie noce, a za trzecim razem kaczuszka nakazała kuchcikowi, żeby ten poprosił królewicza, by
stanął na progu pokoju, w którym ja się znajduje i trzy razy wzniósł i opuścił miecz. 
Kuchcik pobiegł do królewicz i przekazał mu to wszystko co zobaczył i usłyszał. Królewicz wziął miecz, stanął na progu i zrobił tak, jak mu kaczuszka kazała. Wtedy stanęła przed nim jego prawdziwa małżonka. 
Królewicz ukrył królewnę w jednej z komnat aż do niedzieli, kiedy synek ich miał być chrzczony. Po chrzcie zapytał zebranych gości, jak należy ukarać sprawcę okrutnego morderstwa. Stara macocha odpowiedziała, że należy włożyć go do beczki, obitej wewnątrz ostrymi gwoździami i z wysokiej góry zrzucić do wody.
Wtedy królewicz kazał przynieść taką beczkę, wepchnięto w nią macochę wraz z córką i wrzucono beczkę do rzeki.